# Vedanta
Vedanta (Sanskrit, m., वेदान्त ; IAST: vedānta) ist neben dem Samkhya eine der heute populärsten  Richtungen der indischen Philosophie und heißt wörtlich übersetzt: „Ende des Veda“ d. h. der als Offenbarung verstandenen frühindischen Textüberlieferung („Veda“ → „Wissen“). Der Begriff wurde erstmals in  der Mundaka-Upanishad 3.2.6 und der Bhagavad Gita, Vers 15.15 für die am Ende des vedischen Schrifttums stehenden Upanishaden verwendet.
Später wurde es der Name eines der sechs Darshanas, der philosophischen Systeme des Hinduismus.
Innerhalb des Vedanta gibt es mehrere Richtungen, von denen der Advaita-Vedanta heute die bedeutendste ist.
Die Bedeutung, die Vedanta (und insbesondere Advaita Vedanta) heute innerhalb der religiösen und philosophischen Traditionen Indiens zukommt, ist zum Teil beeinflusst durch Diskurse, die im Europa des ausgehenden 18. Jahrhunderts ihren Ausgangspunkt hatten. Die Interpretationen der damals in Europa vorliegenden indischen Schriften durch verschiedene Autoren (insbesondere Philosophen und Theologen) prägten nachhaltig das europäische Bild Indiens. Seit dem 19. Jahrhundert lässt sich beobachten, wie dieser Diskurs innerhalb religiöser Reformbewegungen sowie der indischen Unabhängigkeitsbewegung eine Neuinterpretation erfuhr.

## Grundlagen
Das Studium der Veden und das Befolgen der Rituale wurden als Voraussetzung für das Studium des höheren Wissens, des Vedanta, angesehen. Nur wer so gereinigt war und den höheren Kasten angehörte, durfte den Vedanta studieren. Die vorgeschriebene vorbereitende Reinigung des Schülers durch vedische Rituale wird heute oft durch Elemente des Bhakti-Yoga ersetzt.
Bereits in den Upanishaden kristallisieren sich die zentralen Begriffe Atman (innerstes Sein des Menschen) und Brahman (Weltseele) heraus. Sie werden in vielen Aussagen, vor allem den Mahavakyas, als Einheit identifiziert: „Diese Seele (Atman) ist Brahman“, „Das bist du“ (Tat Tvam Asi), „Ich bin Brahman“. Die Natur des Brahman ist satya („Wahrheit“), jnana („Erkenntnis“), ananta („Unendlichkeit“) oder ananda („Glückseligkeit“). Hier stellt sich die Frage nach der Beziehung der individuellen Seelen, jivatman,  zum paramatman, d. h. Brahman, und nach der Beziehung der Welt der Vielfältigkeit zum einen letzten Sein. Wird in den Upanishaden auch immer wieder die Einheit betont, gibt es doch auch Ansätze, die der Welt eine eigene, von Brahman getrennte Wirklichkeit zusprechen. Bei der Lösung dieser Frage kam es zu den unterschiedlichen Vedanta-Systemen.

## Formen des Vedanta
Ausgehend von den verschiedenen Kommentatoren der Grundlagentexte (Brahma-Sutra, Upanishaden und Bhagavad Gita) entstanden mehrere Schulen des Vedanta. Dazu gehören unter anderem: Advaita-Vedanta, Vishishtadvaita-Vedanta, Achintya Bhedabheda, Shuddhadvaita und Dvaita-Vedanta.

### Advaita-Vedanta
Beim Advaita-Vedanta (Sanskrit, m., अद्वैत वेदान्त, advaita vedānta, advaita = „Nicht-Dualität“) handelt es sich um ein monistisches System, das die Welt auf ein einziges Prinzip, Brahman, zurückführt. Der bekannteste Gelehrte des Advaita-Vedanta war Shankara (ca. 788–820 n. Chr.) Wesentliches Merkmal des Advaita-Vedanta ist die Wesensidentität von Atman (individuelle Seele) und Brahman (Weltseele), deshalb die Bezeichnung Advaita-Vedanta = „Vedanta der Nichtzweiheit“. Durch das Überwinden von avidya (Unwissenheit) und maya (Illusion) kann der Mensch diese Wahrheit erkennen, das Selbst vom Nicht-Selbst befreien und Moksha (Erlösung) erlangen.
Shankaras wichtigster Beitrag besteht in der Entwicklung des Brahman-Begriffs ohne Form und Attribute (nirguna). Daher sind auch sat (reines „Sein“), cit (reines „Bewusstsein“) und ananda (reine „Glückseligkeit“) keine das Brahman qualifizierenden Attribute, sondern sie konstituieren sein Wesen. Shankara erkennt zwar auch den Wert von mystischen Erfahrungen und Bhakti-Frömmigkeit an, ihm zufolge kann die Erkenntnis der Einheit von Atman und Brahman aber nur durch das Studium heiliger Texte erlangt werden. Erlösung steht damit nur der Brahmanen-Kaste offen. Shankara sprach sich scharf gegen den Buddhismus aus, da dieser den Offenbarungscharakter der Veden ablehnt (Nastika).
Vertreter des modernen Neo-Advaita verweisen ganz auf das nichtduale Ziel des Advaita und versuchen, dieses durch Erfahrungen zu vermitteln.

### Vishishtadvaita-Vedanta
Vishishtadvaita-Vedanta (Sanskrit, n., विशिष्टाद्वैत वेदान्त, viśiṣṭādvaita vedānta, vishishta („modifiziert“, advaita („Nicht-Dualität“))) bedeutet so viel wie qualifizierter Nicht-Dualismus. Es besagt, Gott existiere als Einziges, jedoch bliebe die Pluralität der Welt als eine reale Erscheinungsform Gottes erhalten und sei nicht, wie bei Shankaras Advaita, eine Illusion.
Bedeutendster Vertreter ist Ramanuja (1017–1137 n. Chr.), der in allem das göttliche Brahman, für ihn in Vishnu-Narayana, sieht. Alle Eigenschaften der Schöpfung seien real und unter der Kontrolle Gottes. Dieser könne trotz der Existenz aller Eigenschaften eins sein, da diese nicht unabhängig von ihm existieren können.
In Ramanujas System besitzt Gott (Narayana) zwei untrennbare Wesensarten, nämlich die Welt  und die Seelen. Diese verhalten sich danach zu ihm wie Körper und Seele. Materie und Seelen stellen den Körper Gottes dar. Gott sei ihr Bewohner, die Kontrollinstanz, Materie und Seelen untergeordnete Elemente, Eigenschaften.
Ramanuja vertritt das Konzept eines persönlichen höchsten Wesens, Narayana und die göttliche Liebe ist für ihn der verbindende Faktor zwischen dem höchsten Wesen und den individuellen Seelen. Der Vishishtadvaita bildet neben einigen verwandten Theorien eine wichtige theoretische Grundlage des Vishnuismus, insbesondere des Bhakti-Yoga, des Weges der Hingabe an Gott.
Der Vishishtadvaita konnte sich als erster gegen Shankaras Advaita-Vedanta (Monismus) behaupten.
Weitere wichtige Vertreter waren Yāmuna und Nathamuni (823–951 n. Chr.).

### Achintya Bhedabheda
Achintya Bhedabheda bezeichnet eine Schule, welche die gleichzeitige Einheit (abheda) und Verschiedenheit (bheda) der Wahrheit lehrt. Begründer dieser Philosophie ist Chaitanya (1486–1533).
Diese Lehre besagt, dass sowohl die Gesamtheit aller Seelen als auch die Gesamtheit der Materie (Prakriti) Umwandlungen der Energie der höchsten Wahrheit sind. Krishna wird hierbei als „shaktiman“ bezeichnet: Besitzer aller shaktis. Als Gottes Energie sind sie einerseits mit ihm identisch und gleichzeitig auf ewig von ihm verschieden, „bheda-abheda“. Dies sei „achintya“, unvorstellbar, muss allerdings aufgrund der Autorität der Schriften akzeptiert werden. Die Wahrheit, die „nichtduale Einheit in Vielfalt“, wird im Bhagavatapurana 1.2.11 veranschaulicht: 
vadanti tat tattva-vidas tattvaṁ yaj jñānam advayam ।
brahmeti paramātmeti bhagavān iti śabdyate ॥
„Die Kenner der Wahrheit beschreiben die ewige Wahrheit, deren Wesen nichtduale reine Erkenntnis ist, als Brahman, Paramatma und Bhagavan, so wird es vernommen.“
Anhänger dieser Philosophie sehen in dem Vers die konzentrierte Lehre: Die absolute Wahrheit ist nichtdual und doch wird sie gleichzeitig bezeichnet mit
- Brahman, die alldurchdringende und eigenschaftslose spirituelle Energie.
- Paramatma, die Überseele, welche jeden Atman begleitet und in transzendenter Gestalt in allen Dingen gegenwärtig ist.
- Bhagavan, der höchste Herr selbst, der jenseits der manifestierten Prakriti in seinem ewigen Reich Vaikuntha weilt.

### Shuddhadvaita
Shuddhadvaita, die Philosophie der reinen Nichtdualität, wurde von Vallabha (1479–1531), einem Zeitgenossen Chaitanyas begründet. Er lehnt die Maya-Lehre Shankaras ab, wonach Universum und Individualität bloße Illusion seien. Für ihn ist die ganze Welt Gottes Energie und trotz des ständigen Wandels real. Wie andere vishnuitischen Philosophen unterscheidet auch er zwischen Gott, Materie und den individuellen Seelen.
Vallabha erhob das Bhagavatapurana zur Position einer höchst autoritativen Schrift. Sein systematisches Werk Tattvadipa, das sich mit den Lehren des Bhagavatapurana beschäftigt, veranschaulicht seine Philosophie des Shuddhadvaita: Krishna erschafft die Jivas (Seelen), kreiert das Universum und genießt alles. Der Zweck der Existenz Gottes und der Seelen liege in nichts anderem, als sich gegenseitig zu erfreuen und zu genießen. Radha sei die Gestalt gewordene Liebe Krishnas.
Die Schule Vallabhas ist bekannt für ihre Verehrung Radhas und Krishnas als das höchste göttliche Paar. Sie ist heute eine starke religiöse Bewegung, die vor allem in Nordindien Millionen von Anhängern haben soll.

### Dvaita-Vedanta
Dvaita-Vedanta (Sanskrit, m., द्वैत वेदान्त, dvaita vedānta, dvaita = „Zweiheit“, „Dualität“) wurde vom Philosophen Madhva (1199–1278) begründet. Der Begriff Dvaita-Vedānta bedeutet: „Vedanta der Zweiheit“. Danach ist der Atman vom Brahman ewig getrennt und nicht so wie im Advaita-Vedanta identisch.
Stattdessen seien alle Menschen Individuen (jivas), von denen jeder einen eigenen Geist habe. Auch untergrabe die Gleichsetzung von Gottseele einerseits und den Seelen der Individuen andererseits die absolute Autorität Gottes, der allein das Höchste Brahman  sei, und von dessen Gnade allein es abhänge. Gottesdienst (puja) und die glaubensvolle Unterwerfung unter ein höheres Wesen (Bhakti-Yoga) seien sinnlos, wenn dieses höhere Wesen identisch mit der (eigenen) Seele ist.
Das Dvaita-Vedanta wurde fortentwickelt von Jayatirtha (1356–1388) und Vyasaraya (1478–1589). Die Anhänger der von Madhva gelehrten Religion sind heute am stärksten vertreten im indischen Bundesstaat Karnataka.